# Galantina
La galantina (dal latino medievale galatina, prob. forma dalmatica di gelatina) è un secondo piatto a base di carni bianche.

## Storia
La preparazione della galantina in alcuni stati europei, come ad esempio la Polonia, è attestata fin dal Medioevo. Appare nella bibliografia gastronomica in  francese nel 1691, ed in quella in italiano nel 1741.

## Varianti
La ballotine è un piatto correlato alla galantina, preparato farcendo una coscia di pollo con vari ingredienti.
Nella tradizione culinaria umbra la galantina è considerata un piatto natalizio. Nella sua preparazione, oltre agli ingredienti di base, compaiono anche parmigiano, pistacchi e tartufo nero. Anticamente veniva preparata per pranzi di battesimo e di nozze. Di solito erano le donne di casa –talvolta si cimentavano anche gli uomini –che la cucinavano in cambio di olio, vino e altri frutti della terra o anche di denaro .
La galantina viene preparata anche nelle Marche e in Abruzzo, nella cui tradizione gastronomica, però, non è vista esclusivamente come un piatto natalizio, ma viene consumata tutto l'anno.